# Persea humilis
Persea humilis är en lagerväxtart som beskrevs av George Valentine Nash. Persea humilis ingår i släktet avokador, och familjen lagerväxter. Inga underarter finns listade i Catalogue of Life.